# Building management system
Building management system или BMS (на английски: Building Management System) е централизирана система за компютризирано управление на инсталациите и оборудването в сградата. Тя управлява и контролира консумацията на енергия в сградата, нивата на достъп, сигнализира при повреди и неизправности и снижава разходите по управлението.